# دوري أبطال آسيا 2007
دوري أبطال آسيا 2007 كانت النسخة السادسة والعشرون من مسابقة كرة القدم الآسيوية للأندية ذات المستوى الأعلى والنسخة الخامسة تحت مسمى دوري أبطال آسيا الحالي.
أصبح النادي الياباني أوراوا رد دايموندز بطلاً لأول مرة، بتغلبه على سباهان الإيراني وأصبح النادي الياباني الرابع الذي يفوز بالبطولة الآسيوية، كما تأهل إلى كأس العالم للأندية لكرة القدم 2007.

## الفرق المشاركة
إلى جانب المدافع عن اللقب، جيونبوك هيونداي موتورز، تأهل 28 نادي آخر من أربعة عشر بلداً استناداً إلى الأداء في الدوري المحلي ومنافسات الكأس. دخل جيونبوك هيونداي موتورز المنافسة في ربع النهائي.
جرت القرعة في كوالالمبور يوم 22 ديسمبر، بتوزيع الفرق إلى سبع مجموعات. في فبراير، استبعد الاتحاد الآسيوي لكرة القدم استقلال طهران من المجموعة ب لفشله في تسجيل لاعبيه في الوقت المناسب. وهذا خفض عدد الفرق المتنافسة إلى 28.
| المدافع عن اللقب (1)          | |
| جمهورية كوريا (1)             | جيونبوك هيونداي موتورز (بطل دوري أبطال آسيا 2006)                                                                                                   |
| شرق آسيا وآسيان (12)          | |
| أستراليا (2)†                 | أديلايد يونايتد (أول الدوري الأسترالي 2005–06) سيدني إف سي (فائز نهائي الدوري الأسترالي 2006 الكبير)                                                |
| الصين (2)                     | شاندونغ لونينغ تايشان (بطل الدوري الصيني الممتاز 2006 وفائز كأس الاتحاد الصيني 2006) شانغهاي شينهوا (وصيف الدوري الصيني الممتاز 2006)               |
| إندونيسيا (2)                 | بيرسيك كيديري (بطل الدوري الإندونيسي الدرجة الممتازة 2006) آريما مالانغ (فائز كأس إندونيسيا 2006)                                                   |
| اليابان (2)                   | أوراوا رد دايموندز (بطل الدوري الياباني الدرجة الأولى 2006 وفائز كأس الإمبراطور 2006–07) كاواساكي فرونتال (وصيف الدوري الياباني الدرجة الأولى 2006) |
| جمهورية كوريا (2)             | سيونغنام إيلهوا تشونما (بطل الدوري الكوري الجنوبي 2006) تشونام دراغونز (فائز كأس الاتحاد الكوري الجنوبي 2006)                                       |
| تايلاند (1)†                  | جامعة بانكوك (بطل الدوري التايلاندي الممتاز 2006)                                                                                                   |
| فيتنام (1)†                   | غاتش دونغ تام لونغ آن (بطل الدوري الفيتنامي 2006)                                                                                                   |
| وسط وجنوب وغرب آسيا (16) (15) | |
| إيران (2) (1)                 | استقلال (بطل دوري المحترفين الإيراني 2005–06) سباهان (فائز كأس حذفي 2005–06)                                                                        |
| العراق (2)                    | الزوراء (بطل الدوري العراقي الممتاز 2005–06) نادي النجف (وصيف الدوري العراقي الممتاز 2005–06)                                                       |
| الكويت (2)                    | الكويت (بطل الدوري الكويتي الممتاز 2005–06) العربي (فائز كأس أمير الكويت 2006)                                                                      |
| قطر (2)                       | السد (بطل دوري نجوم قطر 2005–06) الريان (فائز كأس أمير قطر 2006)                                                                                    |
| السعودية (2)                  | الشباب (بطل الدوري السعودي الممتاز 2005–06) الهلال (فائز كأس ولي العهد السعودي 2005–06)                                                             |
| سوريا (2)                     | الكرامة (بطل الدوري السوري 2005–06) الاتحاد (فائز كأس سوريا 2005–06)                                                                                |
| الإمارات العربية المتحدة (2)  | الوحدة (وصيف الدوري الإماراتي لكرة القدم 2005–06) العين (فائز كأس رئيس الدولة 2005–06)                                                              |
| أوزبكستان (2)                 | باختاكور (بطل الدوري الأوزبكي 2006 وفائز كأس أوزبكستان 2006) نيفتشي (وصيف الدوري الأوزبكي 2006)                                                     |

## النظام
مرحلة المجموعات
قسم ما مجموعه 28 نادي إلى 7 مجموعات من أربعة، استناداً إلى المنطقة على سبيل المثال وضعت الأندية الشرق آسيوية والجنوب شرق آسيوية في المجموعتين ر إلى ص، بينما تم تجميع البقية في المجموعات أ إلى د. لعب كل نادي دورة روبن مزدوجة (ذهاب وإياب) ضد نظراءه الثلاثة أعضاء المجموعة، ما مجموعه 6 مباريات. حصلت الأندية على 3 نقاط للفوز، نقطة واحدة للتعادل، لا شيء للخسارة. تم ترتيب الأندية وفقاً للنقاط وكان كسر التعادل في الترتيب التالي.
- النقاط المكتسبة بين الأندية المعنية
- تفاضلية الأهداف بين الأندية المعنية
- النقاط المكتسبة ضمن المجموعة
- تفاضلية الأهداف ضمن المجموعة
- الأهداف المسجلة ضمن المجموعة

تقدم فائزي المجموعات السبعة إلى جانب المدافع عن اللقب إلى ربع النهائي
مرحلة خروج المغلوب
تمت مزاوجة جميع الأندية الثمانية عشوائياً؛ ومع ذلك، كان القيد الوحيد أن أندية من نفس البلد لا يمكن أن تواجه بعضها البعض في ربع النهائي. تم إجراء المباريات في جولتين، ذهاباً وإياباً، والنتيجة الإجمالية حددت فائز المباراة. إذا كانت النتيجة الإجمالية لا يمكن أن تسفر عن فائز، استخدم قانون الأهداف خارج الديار. في حال استمر التعادل، لعبت الأندية الوقت الإضافي، حيث لا يزال قانون الأهداف خارج الديار يطبق. في حال استمر التعادل، تذهب المباراة لركلات الجزاء الترجيحية.

## مرحلة المجموعات
كان من المقرر أن تلعب مباريات المجموعات في الجولات أيام 7 مارس، 21 مارس، 11 أبريل، 25 أبريل، 9 مايو، 23 مايو 2007.

### المجموعة أ
| فريق    | لعب | ف | ت | خ | له | عليه | ف.أ | نقاط |
| ------- | --- | - | - | - | -- | ---- | --- | ---- |
| الوحدة  | 6   | 4 | 1 | 1 | 13 | 6    | +7  | 13   |
| الزوراء | 6   | 3 | 2 | 1 | 9  | 6    | +3  | 11   |
| العربي  | 6   | 2 | 1 | 3 | 10 | 12   | −2  | 7    |
| الريان  | 6   | 0 | 2 | 4 | 3  | 11   | −8  | 2    |

| العربي | 0–1     | الزوراء        |
| ------ | ------- | -------------- |
|        | (تقرير) | مسلم مبارك 66' |

| الريان | 0–1     | الوحدة         |
| ------ | ------- | -------------- |
|        | (تقرير) | محمد الشحي 81' |

| الوحدة                                                              | 4–1     | العربي        |
| ------------------------------------------------------------------- | ------- | ------------- |
| مامادو باغايوكو 40' 56' (ركلة.) · صالح المنهالي 63' · بشير سعيد 68' | (تقرير) | محمد جراغ 35' |

| الزوراء | 0–0     | الريان |
| ------- | ------- | ------ |
|         | (تقرير) |        |

| الزوراء          | 1–2     | الوحدة                              |
| ---------------- | ------- | ----------------------------------- |
| أحمد عبد علي 46' | (تقرير) | عبد الرحيم جمعة 13' · بشير سعيد 74' |

| العربي          | 1–1     | الريان        |
| --------------- | ------- | ------------- |
| جراح الزهير 60' | (تقرير) | عادل لامي 52' |

| الريان           | 1–3     | العربي                              |
| ---------------- | ------- | ----------------------------------- |
| تياغو ريبيرو 44' | (تقرير) | خالد خلف 25' · فراس الخطيب 63'، 69' |

| الوحدة              | 1–1     | الزوراء       |
| ------------------- | ------- | ------------- |
| عبد الرحيم جمعة 57' | (تقرير) | حيدر صباح 75' |

| الزوراء                                          | 3–2     | العربي               |
| ------------------------------------------------ | ------- | -------------------- |
| وسام كاظم 21' · أحمد إبراهيم 70' · نواف فلاح 78' | (تقرير) | فراس الخطيب 50'، 84' |

| الوحدة                                                              | 3–0     | الريان |
| ------------------------------------------------------------------- | ------- | ------ |
| ماوريتو 8' · حيدر ألو علي 30' (ركلة.) · مامادو باغايوكو 76' (ركلة.) | (تقرير) |        |

| العربي                                              | 3–2     | الوحدة                       |
| --------------------------------------------------- | ------- | ---------------------------- |
| خالد عبد القدوس 6' · خالد خلف 55' · جراح الزهير 87' | (تقرير) | سعيد سالم 23' · ياسر مطر 90' |

| الريان        | 1–3     | الزوراء                                                     |
| ------------- | ------- | ----------------------------------------------------------- |
| سعود خميس 75' | (تقرير) | سلمان مصبح 13' (ه.ذ.) · عبد السلام عبود 26' · حيدر صباح 34' |

### المجموعة ب
| فريق        | لعب | ف | ت | خ | له | عليه | ف.أ | نقاط |
| ----------- | --- | - | - | - | -- | ---- | --- | ---- |
| الهلال      | 4   | 2 | 2 | 0 | 5  | 1    | +4  | 8    |
| باختاكور    | 4   | 2 | 0 | 2 | 3  | 5    | −2  | 6    |
| الكويت      | 4   | 0 | 2 | 2 | 2  | 4    | −2  | 2    |
| استقلال (*) | 0   | 0 | 0 | 0 | 0  | 0    | 0   | 0    |

(*) استقلال استعبد لإخفاقه في تقديم قائمة اللاعبين الخاصة به في الوقت المناسب.
| الهلال       | 1–1     | الكويت      |
| ------------ | ------- | ----------- |
| رودريغاو 16' | (تقرير) | فهد عوض 90' |

| الكويت | 0–1     | باختاكور              |
| ------ | ------- | --------------------- |
|        | (تقرير) | ألكساندر كليتسكوف 69' |

| باختاكور | 0–2     | الهلال                         |
| -------- | ------- | ------------------------------ |
|          | (تقرير) | عمر الغامدي 54' · رودريغاو 59' |

| الهلال                   | 2–0     | باختاكور |
| ------------------------ | ------- | -------- |
| رودريغاو 30' 90' (ركلة.) | (تقرير) |          |

| الكويت | 0–0     | الهلال |
| ------ | ------- | ------ |
|        | (تقرير) |        |

| باختاكور                                | 2–1     | الكويت       |
| --------------------------------------- | ------- | ------------ |
| أوتشي إيهيرومي 45' · شاهباز إركينوف 59' | (تقرير) | فرج لهيب 71' |

### المجموعة ج
| فريق       | لعب | ف | ت | خ | له | عليه | ف.أ | نقاط |
| ---------- | --- | - | - | - | -- | ---- | --- | ---- |
| الكرامة    | 6   | 3 | 2 | 1 | 11 | 7    | +4  | 11   |
| نيفتشي     | 6   | 3 | 1 | 2 | 6  | 7    | −1  | 10   |
| نادي النجف | 6   | 2 | 2 | 2 | 9  | 8    | +1  | 8    |
| السد       | 6   | 1 | 1 | 4 | 6  | 10   | −4  | 4    |

| الكرامة                                     | 2–1     | السد          |
| ------------------------------------------- | ------- | ------------- |
| سانغهور كوبوليني 70' · عبد الرحمن عكاري 85' | (تقرير) | ماجد محمد 22' |

| نادي النجف | 0–1     | نيفتشي            |
| ---------- | ------- | ----------------- |
|            | (تقرير) | أكمل خولماتوف 71' |

| السد             | 1–4     | نادي النجف                                                |
| ---------------- | ------- | --------------------------------------------------------- |
| طلال البلوشي 45' | (تقرير) | عقيل محمد 47' · سعيد محسن 55' 86' (ركلة.) · كرار جاسم 70' |

| نيفتشي                                   | 2–1     | الكرامة          |
| ---------------------------------------- | ------- | ---------------- |
| أنور بردييف 27' · ناصربيك أوتاكوزييف 77' | (تقرير) | فراس إسماعيل 32' |

| السد                           | 2–0     | نيفتشي |
| ------------------------------ | ------- | ------ |
| خلفان إبراهيم 65' · إمرسون 75' | (تقرير) |        |

| الكرامة              | 1–1     | نادي النجف        |
| -------------------- | ------- | ----------------- |
| فهد عودة 90' (ركلة.) | (تقرير) | فلاح حسن كاظم 71' |

| نادي النجف                                  | 2–4     | الكرامة                                                    |
| ------------------------------------------- | ------- | ---------------------------------------------------------- |
| سعيد محسن 7' (ركلة.) · قاسم فرج 86' (ركلة.) | (تقرير) | جهاد الحسين 46'، 52' · فهد عودة 50' · سانغهور كوبوليني 65' |

| نيفتشي                               | 2–1     | السد       |
| ------------------------------------ | ------- | ---------- |
| إبقالجان أكرموف 1' · نسيم شويموف 41' | (تقرير) | إمرسون 17' |

| السد         | 1–1     | الكرامة       |
| ------------ | ------- | ------------- |
| علي ناصر 16' | (تقرير) | إياد مندو 44' |

| نيفتشي            | 1–1     | نادي النجف   |
| ----------------- | ------- | ------------ |
| أكمل خولماتوف 43' | (تقرير) | علي محمد 60' |

| الكرامة            | 2–0     | نيفتشي |
| ------------------ | ------- | ------ |
| إياد مندو 12'، 50' | (تقرير) |        |

| نادي النجف    | 1–0     | السد |
| ------------- | ------- | ---- |
| سعيد محسن 78' | (تقرير) |      |

### المجموعة د
| فريق    | لعب | ف | ت | خ | له | عليه | ف.أ | نقاط |
| ------- | --- | - | - | - | -- | ---- | --- | ---- |
| سباهان  | 6   | 4 | 1 | 1 | 12 | 5    | +7  | 13   |
| الشباب  | 6   | 3 | 1 | 2 | 9  | 3    | +6  | 10   |
| العين   | 6   | 1 | 3 | 2 | 5  | 8    | −3  | 6    |
| الاتحاد | 6   | 0 | 3 | 3 | 3  | 13   | −10 | 3    |

| سباهان                  | 2–1     | الاتحاد      |
| ----------------------- | ------- | ------------ |
| مهدي سيد صالحي 19'، 29' | (تقرير) | أنس صاري 12' |

| العين | 0–2     | الشباب                               |
| ----- | ------- | ------------------------------------ |
|       | (تقرير) | غودوين أترام 45' · وليد الجيزاني 72' |

| الشباب | 0–1     | سباهان             |
| ------ | ------- | ------------------ |
|        | (تقرير) | مهدي سيد صالحي 83' |

| الاتحاد | 0–0     | العين |
| ------- | ------- | ----- |
|         | (تقرير) |       |

| الشباب                                                                   | 4–0     | الاتحاد |
| ------------------------------------------------------------------------ | ------- | ------- |
| عبد المحسن الدوسري 35'، 48' · ناجي مجرشي 60' (ركلة.) · وليد الجيزاني 79' | (تقرير) |         |

| العين                                                | 3–2     | سباهان                            |
| ---------------------------------------------------- | ------- | --------------------------------- |
| علي الوهيبي 6' · مسلم فايز 44' · فرانك أونغفيانغ 84' | (تقرير) | مهدي سيد صالحي 8' · عماد محمد 65' |

| سباهان        | 1–1     | العين             |
| ------------- | ------- | ----------------- |
| حسين بابي 49' | (تقرير) | هوار ملا محمد 86' |

| الاتحاد         | 1–1     | الشباب        |
| --------------- | ------- | ------------- |
| عمار ريحاوي 36' | (تقرير) | أحمد عطيف 65' |

| الشباب                                  | 2–0     | العين |
| --------------------------------------- | ------- | ----- |
| عبد الله الأسطا 59' · وليد الجيزاني 88' | (تقرير) |       |

| الاتحاد | 0–5     | سباهان                                                             |
| ------- | ------- | ------------------------------------------------------------------ |
|         | (تقرير) | عبد الوهاب أبو الهيل 10' · محمد نوري 40'، 55' · عماد محمد 70'، 90' |

| العين         | 1–1     | الاتحاد      |
| ------------- | ------- | ------------ |
| غريب حارب 53' | (تقرير) | أنس صاري 90' |

| سباهان             | 1–0     | الشباب |
| ------------------ | ------- | ------ |
| مهدي سيد صالحي 33' | (تقرير) |        |

### المجموعة ر
| فريق               | لعب | ف | ت | خ | له | عليه | ف.أ | نقاط |
| ------------------ | --- | - | - | - | -- | ---- | --- | ---- |
| أوراوا رد دايموندز | 6   | 2 | 4 | 0 | 9  | 5    | +4  | 10   |
| سيدني إف سي        | 6   | 2 | 3 | 1 | 8  | 5    | +3  | 9    |
| بيرسيك كيديري      | 6   | 2 | 1 | 3 | 6  | 16   | −10 | 7    |
| شانغهاي شينهوا     | 6   | 1 | 2 | 3 | 7  | 4    | +3  | 5    |

| شانغهاي شينهوا | 1–2     | سيدني إف سي                      |
| -------------- | ------- | -------------------------------- |
| شي هوي 78'     | (تقرير) | ستيف كوريكا 8' · أوفوك تالاي 23' |

| أوراوا رد دايموندز                                        | 3–0     | بيرسيك كيديري |
| --------------------------------------------------------- | ------- | ------------- |
| نوبوهيسا يامادا 12' · يويتشيرو ناغاي 45' · شينجي أونو 76' | (تقرير) |               |

| بيرسيك كيديري         | 1–0     | شانغهاي شينهوا |
| --------------------- | ------- | -------------- |
| بيرتا يوانا بوترا 71' | (تقرير) |                |

| سيدني إف سي                              | 2–2     | أوراوا رد دايموندز                    |
| ---------------------------------------- | ------- | ------------------------------------- |
| ديفيد كارني 1' · أوفوك تالاي 23' (ركلة.) | (تقرير) | روبسون بونتي 30' · يويتشيرو ناغاي 55' |

| أوراوا رد دايموندز | 1–0     | شانغهاي شينهوا |
| ------------------ | ------- | -------------- |
| يوكي آبي 45'       | (تقرير) |                |

| بيرسيك كيديري                               | 2–1     | سيدني إف سي    |
| ------------------------------------------- | ------- | -------------- |
| أريس بودي براسيتيو 25' · بودي سودارسونو 70' | (تقرير) | ستيف كوريكا 8' |

| شانغهاي شينهوا | 0–0     | أوراوا رد دايموندز |
| -------------- | ------- | ------------------ |
|                | (تقرير) |                    |

| سيدني إف سي                            | 3–0     | بيرسيك كيديري |
| -------------------------------------- | ------- | ------------- |
| ستيف كوريكا 54'، 90' · أليكس بروسك 73' | (تقرير) |               |

| بيرسيك كيديري                                         | 3–3     | أوراوا رد دايموندز                                      |
| ----------------------------------------------------- | ------- | ------------------------------------------------------- |
| كريستيان غونزالس 23' (ركلة.) 31' · بودي سودارسونو 83' | (تقرير) | شينجي أونو 9' (ركلة.) · روبسون بونتي 50' · يوكي آبي 62' |

| سيدني إف سي | 0–0         | شانغهاي شينهوا |
| ----------- | ----------- | -------------- |
|             | (تقرير 1 2) |                |

| أوراوا رد دايموندز | 0–0     | سيدني إف سي |
| ------------------ | ------- | ----------- |
|                    | (تقرير) |             |

| شانغهاي شينهوا                                                           | 6–0     | بيرسيك كيديري |
| ------------------------------------------------------------------------ | ------- | ------------- |
| شي هوي 8' · غاو لين 25' · دييغو ألونسو 79'، 87'، 90' · سيرخيو بلانكو 86' | (تقرير) |               |

### المجموعة س
| فريق             | لعب | ف | ت | خ | له | عليه | ف.أ | نقاط |
| ---------------- | --- | - | - | - | -- | ---- | --- | ---- |
| كاواساكي فرونتال | 6   | 5 | 1 | 0 | 15 | 4    | +11 | 16   |
| تشونام دراغونز   | 6   | 3 | 1 | 2 | 7  | 8    | −1  | 10   |
| آريما مالانغ     | 6   | 1 | 1 | 4 | 2  | 9    | −7  | 4    |
| جامعة بانكوك     | 6   | 0 | 3 | 3 | 4  | 7    | −3  | 3    |

| جامعة بانكوك | 0–0     | تشونام دراغونز |
| ------------ | ------- | -------------- |
|              | (تقرير) |                |

| آريما مالانغ   | 1–3     | كاواساكي فرونتال                    |
| -------------- | ------- | ----------------------------------- |
| إيلي أيبوي 12' | (تقرير) | ماغنوم 1'، 73' · كينغو ناكامورا 82' |

| تشونام دراغونز                      | 2–0     | آريما مالانغ |
| ----------------------------------- | ------- | ------------ |
| كيم تاي-سو 48' · ساندرو كاردوسو 82' | (تقرير) |              |

| كاواساكي فرونتال           | 1–1     | جامعة بانكوك        |
| -------------------------- | ------- | ------------------- |
| باتيبارن فيتفون 78' (ه.ذ.) | (تقرير) | سوريا دومتايسونغ 7' |

| تشونام دراغونز  | 1–3     | كاواساكي فرونتال                    |
| --------------- | ------- | ----------------------------------- |
| كانغ مين-سو 90' | (تقرير) | جونينيو 29' (ر.ج.) 70' · ماغنوم 57' |

| جامعة بانكوك | 0–0     | آريما مالانغ |
| ------------ | ------- | ------------ |
|              | (تقرير) |              |

| آريما مالانغ      | 1–0     | جامعة بانكوك |
| ----------------- | ------- | ------------ |
| برونو كاسيمير 56' | (تقرير) |              |

| كاواساكي فرونتال                  | 3–0     | تشونام دراغونز |
| --------------------------------- | ------- | -------------- |
| جونينيو 25' · تشونغ تيسي 81'، 87' | (تقرير) |                |

| تشونام دراغونز                             | 3–2     | جامعة بانكوك                                   |
| ------------------------------------------ | ------- | ---------------------------------------------- |
| كيم سيونغ-هيون 28' · سونغ ااي-ليم 79'، 90' | (تقرير) | كيتيساك سيريواين 11' · كرايسورن بانتشاروين 39' |

| كاواساكي فرونتال                         | 3–0     | آريما مالانغ |
| ---------------------------------------- | ------- | ------------ |
| كينغو ناكامورا 4'، 70' · تاكو هارادا 80' | (تقرير) |              |

| جامعة بانكوك        | 1–2     | كاواساكي فرونتال                        |
| ------------------- | ------- | --------------------------------------- |
| إيكافان بتفيسيس 40' | (تقرير) | تاكو هارادا 17' · تاكاهيسا نيشيياما 63' |

| آريما مالانغ | 0–1     | تشونام دراغونز   |
| ------------ | ------- | ---------------- |
|              | (تقرير) | جو كوانغ-يون 47' |

### المجموعة ص
| فريق                   | لعب | ف | ت | خ | له | عليه | ف.أ | نقاط |
| ---------------------- | --- | - | - | - | -- | ---- | --- | ---- |
| سيونغنام إيلهوا تشونما | 6   | 4 | 1 | 1 | 13 | 6    | +7  | 13   |
| شاندونغ لونينغ تايشان  | 6   | 4 | 1 | 1 | 12 | 8    | +4  | 13   |
| أديلايد يونايتد        | 6   | 2 | 2 | 2 | 9  | 6    | +3  | 8    |
| غاتش دونغ تام لونغ آن  | 6   | 0 | 0 | 6 | 4  | 18   | −14 | 0    |

| أديلايد يونايتد | 0–1     | شاندونغ لونينغ تايشان     |
| --------------- | ------- | ------------------------- |
|                 | (تقرير) | مايكل فالكانيس 47' (ه.ذ.) |

| سيونغنام إيلهوا تشونما                                     | 4–1     | غاتش دونغ تام لونغ آن |
| ---------------------------------------------------------- | ------- | --------------------- |
| موتا 9' 69' (ركلة.) · كيم دونغ-هيون 70' · أدريان نياغا 81' | (تقرير) | كابانغا تشامالا 87'   |

| شاندونغ لونينغ تايشان                            | 2–1     | سيونغنام إيلهوا تشونما |
| ------------------------------------------------ | ------- | ---------------------- |
| ألكساندر جيفكوفيتش 62' (ركلة.) · وانغ يونغبو 78' | (تقرير) | تشو بيونغ-كوك 77'      |

| غاتش دونغ تام لونغ آن | 0–2     | أديلايد يونايتد              |
| --------------------- | ------- | ---------------------------- |
|                       | (تقرير) | فرناندو 18' · ترافيس دود 30' |

| شاندونغ لونينغ تايشان                              | 4–0     | غاتش دونغ تام لونغ آن |
| -------------------------------------------------- | ------- | --------------------- |
| هان بينغ 42'، 52' · وانغ يونغبو 54' · لي جينيو 74' | (تقرير) |                       |

| أديلايد يونايتد              | 2–2     | سيونغنام إيلهوا تشونما       |
| ---------------------------- | ------- | ---------------------------- |
| فرناندو 48' · بروس دجيتي 55' | (تقرير) | كيم دونغ-هيون 57' · موتا 75' |

| سيونغنام إيلهوا تشونما | 1–0     | أديلايد يونايتد |
| ---------------------- | ------- | --------------- |
| تشوي سونغ-كوك 29'      | (تقرير) |                 |

| غاتش دونغ تام لونغ آن                    | 2–3     | شاندونغ لونينغ تايشان               |
| ---------------------------------------- | ------- | ----------------------------------- |
| كابانغا تشامالا 14' · نغوين فيت تانغ 36' | (تقرير) | وانغ يونغبو 29' · لي جينيو 49'، 90' |

| شاندونغ لونينغ تايشان    | 2–2     | أديلايد يونايتد                      |
| ------------------------ | ------- | ------------------------------------ |
| لي وي 39' · شو تشانغ 56' | (تقرير) | فرناندو 36' (ركلة.) · ناثان برنز 48' |

| غاتش دونغ تام لونغ آن | 1–2     | سيونغنام إيلهوا تشونما       |
| --------------------- | ------- | ---------------------------- |
| فان فان تاي إيم 45'   | (تقرير) | موتا 17' · تشوي سونغ-كوك 83' |

| أديلايد يونايتد         | 3–0     | غاتش دونغ تام لونغ آن |
| ----------------------- | ------- | --------------------- |
| ترافيس دود 7'، 22'، 49' | (تقرير) |                       |

| سيونغنام إيلهوا تشونما                        | 3–0     | شاندونغ لونينغ تايشان |
| --------------------------------------------- | ------- | --------------------- |
| كيم دونغ-هيون 37' · سون داي-هو 42' · موتا 71' | (تقرير) |                       |

## مرحلة خروج المغلوب

### القوس
|  | ربع النهائي                       | ربع النهائي            | ربع النهائي        | ربع النهائي |       |                        | نصف النهائي | نصف النهائي | نصف النهائي | نصف النهائي |  |  | النهائي | النهائي | النهائي | النهائي |
|  |                                   |                        |                    |             |       |                        |             |             |             |             |  |  |         |         |         |         |
|  | سباهان (ر)                        | 0                      | 0                  | 0 (5)       |       |                        |             |             |             |             |  |  |         |         |         |         |
|  | كاواساكي فرونتال                  | 0                      | 0                  | 0 (4)       |       |                        |             |             |             |             |  |  |         |         |         |         |
|  | كاواساكي فرونتال                  | 0                      | 0                  | 0 (4)       |       | سباهان                 | 3           | 0           | 3           |             |  |  |         |         |         |         |
|  |                                   |                        |                    |             |       | سباهان                 | 3           | 0           | 3           |             |  |  |         |         |         |         |
|  |                                   | الوحدة                 | 1                  | 0           | 1     |                        |             |             |             |             |  |  |         |         |         |         |
|  | الوحدة (خ)                        | الوحدة                 | 1                  | 0           | 1     | 0                      | 1           | 1           |             |             |  |  |         |         |         |         |
|  | الوحدة (خ)                        |                        |                    |             |       | 0                      | 1           | 1           |             |             |  |  |         |         |         |         |
|  | الهلال                            | 0                      | 1                  | 1           |       |                        |             |             |             |             |  |  |         |         |         |         |
|  |                                   |                        |                    |             |       |                        |             |             |             |             |  |  | سباهان  | 1       | 0       | 1       |
|  |                                   |                        | أوراوا رد دايموندز | 1           | 2     | 3                      |             |             |             |             |  |  |         |         |         |         |
|  | سيونغنام إيلهوا تشونما            | 2                      | 2                  | 4           |       |                        |             |             |             |             |  |  |         |         |         |         |
|  | الكرامة                           | 1                      | 0                  | 1           |       |                        |             |             |             |             |  |  |         |         |         |         |
|  | الكرامة                           | 1                      | 0                  | 1           |       | سيونغنام إيلهوا تشونما | 2           | 2           | 4 (3)       |             |  |  |         |         |         |         |
|  |                                   |                        |                    |             |       | سيونغنام إيلهوا تشونما | 2           | 2           | 4 (3)       |             |  |  |         |         |         |         |
|  |                                   | أوراوا رد دايموندز (ر) | 2                  | 2           | 4 (5) |                        |             |             |             |             |  |  |         |         |         |         |
|  | أوراوا رد دايموندز                | أوراوا رد دايموندز (ر) | 2                  | 2           | 4 (5) | 2                      | 2           | 4           |             |             |  |  |         |         |         |         |
|  | أوراوا رد دايموندز                |                        |                    |             |       | 2                      | 2           | 4           |             |             |  |  |         |         |         |         |
|  | جيونبوك هيونداي موتورز (بطل 2006) | 1                      | 0                  | 1           |       |                        |             |             |             |             |  |  |         |         |         |         |

### ربع النهائي
| الفريق الأول           | إجم.       | الفريق الثاني                  | مباراة الذهاب | مباراة الإياب |
| ---------------------- | ---------- | ------------------------------ | ------------- | ------------- |
| سباهان                 | 0–0 (5–4ر) | كاواساكي فرونتال               | 0–0           | 0–0 (ب.و.إ.)  |
| الوحدة                 | 1–1 (خ)    | الهلال                         | 0–0           | 1–1           |
| سيونغنام إيلوها تشونما | 4–1        | الكرامة                        | 2–1           | 2–0           |
| أوراوا رد دايموندز     | 4–1        | جيونبوك هيونداي موتورز (البطل) | 2–1           | 2–0           |

#### مباراة الذهاب
| سباهان | 0–0   | كاواساكي فرونتال |
| ------ | ----- | ---------------- |
|        | تقرير |                  |

| الوحدة | 0–0   | الهلال |
| ------ | ----- | ------ |
|        | تقرير |        |

| سيونغنام إيلهوا تشونما             | 2–1   | الكرامة             |
| ---------------------------------- | ----- | ------------------- |
| كيم مين-هو 72' · تشو بيونغ-كوك 74' | تقرير | سانغهور كوبوليني 9' |

| أوراوا رد دايموندز                    | 2–1   | جيونبوك هيونداي موتورز |
| ------------------------------------- | ----- | ---------------------- |
| ماكوتو هاسيبي 4' · تاتسويا تاناكا 59' | تقرير | تشوي جين-تشيول 90'     |

#### مباراة الإياب
| كاواساكي فرونتال | 0–0   | سباهان |
| ---------------- | ----- | ------ |
|                  | تقرير |        |

- تقدم سباهان 5–4 بركلات الجزاء الترجيحية بعد نتيجة 0–0 الإجمالية

| الهلال          | 1–1   | الوحدة          |
| --------------- | ----- | --------------- |
| طارق التائب 85' | تقرير | إسماعيل مطر 18' |

- تقدم الوحدة بحسب قانون الأهداف خارج الديار بنتيجة 1–1 الإجمالية

| الكرامة | 0–2   | سيونغنام إيلهوا تشونما      |
| ------- | ----- | --------------------------- |
|         | تقرير | موتا 9' · كيم دونغ-هيون 71' |

- تقدم سيونغنام إيلهوا تشونما 4–1 بالإجمالي

| جيونبوك هيونداي موتورز | 0–2   | أوراوا رد دايموندز                            |
| ---------------------- | ----- | --------------------------------------------- |
|                        | تقرير | تاتسويا تاناكا 3' · تشوي جين-تشيول 66' (ه.ذ.) |

- تقدم أوراوا رد دايموندز 4–1 بالإجمالي

### نصف النهائي
| الفريق الأول           | إجم.       | الفريق الثاني      | مباراة الذهاب | مباراة الإياب |
| ---------------------- | ---------- | ------------------ | ------------- | ------------- |
| سباهان                 | 3–1        | الوحدة             | 3–1           | 0–0           |
| سيونغنام إيلهوا تشونما | 4–4 (3–5ر) | أوراوا رد دايموندز | 2–2           | 2–2 (ب.و.إ.)  |

#### مباراة الذهاب
| سيونغنام إيلهوا تشونما     | 2–2   | أوراوا رد دايموندز                            |
| -------------------------- | ----- | --------------------------------------------- |
| موتا 10' · كيم دو-هيون 80' | تقرير | تاتسويا تاناكا 52' · روبسون بونتي 65' (ركلة.) |

| سباهان                                          | 3–1   | الوحدة         |
| ----------------------------------------------- | ----- | -------------- |
| محمود كريمي 11'، 58' · محرم نويدكيا 85' (ركلة.) | تقرير | محمد الشحي 48' |

#### مباراة الإياب
| أوراوا رد دايموندز             | 2–2   | سيونغنام إيلهوا تشونما                |
| ------------------------------ | ----- | ------------------------------------- |
| واشنطن 21' · ماكوتو هاسيبي 73' | تقرير | تشوي سونغ-كوك 56' · كيم دونغ-هيون 69' |

- تقدم أوراوا رد دايموندز 5–3 بركلات الجزاء الترجيحية بعد نتيجة 4–4 الإجمالية

| الوحدة | 0–0   | سباهان |
| ------ | ----- | ------ |
|        | تقرير |        |

- تقدم سباهان 3–1 بالإجمالي

### النهائي
| الفريق الأول | إجم. | الفريق الثاني      | مباراة الذهاب | مباراة الإياب |
| ------------ | ---- | ------------------ | ------------- | ------------- |
| سباهان       | 1–3  | أوراوا رد دايموندز | 1–1           | 0–2           |

#### مباراة الذهاب
| سباهان | 1–1   | أوراوا رد دايموندز |
| ------ | ----- | ------------------ |
|        | تقرير | روبسون بونتي 45'   |

| أوراوا رد دايموندز                | 2–0   | سباهان |
| --------------------------------- | ----- | ------ |
| يويتشيرو ناغاي 22' · يوكي آبي 71' | تقرير |        |

- فاز أوراوا رد دايموندز 3–1 بالإجمالي

## أفضل الهدافين
| المرتبة | اللاعب           | النادي                 | الأهداف |
| ------- | ---------------- | ---------------------- | ------- |
| 1       | موتا             | سيونغنام إيلهوا تشونما | 7       |
| 2       | كيم دونغ-هيون    | سيونغنام إيلهوا تشونما | 5       |
| 2       | مهيد سيد صالحي   | سباهان                 | 5       |
| 4       | رودريغاو         | الهلال                 | 4       |
| 4       | فراس الخطيب      | العربي                 | 4       |
| 4       | سعيد محسن        | نادي النجف             | 4       |
| 4       | ستيف كوريكا      | سيدني إف سي            | 4       |
| 4       | ترافيس دود       | أديلايد يونايتد        | 4       |
| 4       | روبسون بونتي     | أوراوا رد دايموندز     | 4       |
| 10      | ماغنوم           | كاواساكي فرونتال       | 3       |
| 10      | جونينيو          | كاواساكي فرونتال       | 3       |
| 10      | كينغو ناكامورا   | كاواساكي فرونتال       | 3       |
| 10      | وانغ يونغبو      | شاندونغ لونينغ تايشان  | 3       |
| 10      | لي جينيو         | شاندونغ لونينغ تايشان  | 3       |
| 10      | عماد محمد        | سباهان                 | 3       |
| 10      | محمود كريمي      | سباهان                 | 3       |
| 10      | مامادو باغايوكو  | الوحدة                 | 3       |
| 10      | وليد الجيزاني    | الشباب                 | 3       |
| 10      | دييغو ألونسو     | شانغهاي شينهوا         | 3       |
| 10      | فرناندو          | أديلايد يونايتد        | 3       |
| 10      | إياد مندو        | الكرامة                | 3       |
| 10      | سانغهور كوبوليني | الكرامة                | 3       |
| 10      | تاتسويا تاناكا   | أوراوا رد دايموندز     | 3       |
| 10      | يويتشيرو ناغاي   | أوراوا رد دايموندز     | 3       |
| 10      | يوكي آبي         | أوراوا رد دايموندز     | 3       |
| 10      | تشوي سونغ-كوك    | سيونغنام إيلهوا تشونما | 3       |

## وصلات خارجية
- AFC Champions League Official Page (English)
- AFC Calendar of Events 2007
- Champions League 2007, Group Stage Draw from official site.
- Champions League 2007, Knockout Stage Draw from official site.